# Günter Gaus im Gespräch mit Rudi Dutschke
Das Gespräch zwischen Günter Gaus und Rudi Dutschke ist ein zentrales Zeitzeugnis der 68er-Bewegung in der Bundesrepublik Deutschland. Das Fernsehinterview wurde am 5. Oktober 1967 im Südwestfunk (SWF)-Fernsehstudio in Baden-Baden aufgezeichnet und im Abendprogramm der ARD am 3. Dezember 1967 ausgestrahlt.

## Gespräch
Der deutsche Journalist Günter Gaus (1929–2004) führte in seiner Sendung Zu Protokoll seit 1963 längere Interviews mit hochrangigen Persönlichkeiten. Sie gelten heute als Klassiker dieses Genres. In der vorangegangenen Sendung hatte Gaus Klaus Schütz den SPD-Politiker und Regierenden Bürgermeister von Berlin interviewt. Im Oktober 1967 lud Gaus dann erstmals eine Person unter 30 Jahren ins Studio ein: den Studentenführer und marxistischen Soziologen Rudi Dutschke (1940–1979).
Dutschke war der zentrale Repräsentant der Studentenbewegung der 1960er Jahre in West-Berlin und in Westdeutschland. In dem über 40 Minuten langen Fernsehinterview stellte ihm Gaus Fragen zu der politischen Bewegung und zum Revolutionsbegriff seines Interviewpartners. Dutschke nahm Stellung zum parlamentarischen System, zu den von ihm ausgemachten Instrumenten der Herrschaft, zur NPD, zur NATO und zur Religion. Als religiöser Sozialist hatte Dutschke in der DDR den Wehrdienst mit der Waffe abgelehnt. Dutschke setzt in dem Gespräch seine utopischen Vorstellungen von einer freien Gesellschaft entgegen, einer „Welt ohne Hunger und Krieg“, in der die Menschen ohne Berufspolitiker und ohne einen bürokratischen Apparat direkt eine bewusste Kontrolle über ihr Leben übernehmen würden. Eine solche Gesellschaft sei möglich, betonte er: „Wir sind nicht hoffnungslose Idioten der Geschichte, die unfähig sind, ihr eigenes Schicksal in die Hand zu nehmen“. Dutschke plädierte für einen „internationalen Weltmarkt, der nicht die eine Hälfte der Welt ständig verelendet“.